# 安藤晴美
安藤 晴美（あんどう はるみ、3月31日 - ）は、日本の女性フリーアナウンサー、ラジオパーソナリティ、ファッションモデル。
静岡県出身。
トヨタファッションモデルエージェンシー所属。

## プロフィール
静岡県内を中心にモデル、リポーター、ナレーター等として活動中。
和装モデル・ブライダルモデルの分野では静岡県内以外にも、全国的に活動している。

## エピソード等
- ニックネームは『あんどうなつ』。これは区切らずに言う。なお、間違っても「アンドーナツ」とは表記しない。

パーソナリティとして所属しているエフエムみしま・かんなみでかつて放送されていた『QナイトBOOM!BOOM!』が放送されていた当時、「あんどうなつ」名義で番組を持っていたためである。なお、本人はあんドーナツを含め「ドーナツ（大きく言えばパン）を食べるのが好きではなかった」と番組内で語っていたことがある（Qナイト時代）。が、最近では改善されているようである。
秋が一番好きなシーズンであると語っている。
- 先述のとおりモデルであるが、和服（特に浴衣姿）が似合う女性である。
- 趣味はクラシックバレエと読書。

## TV
- 歴史を紡ぐ道・下田街道（SBS）
- 土曜マガジン・パロパロ（SUT）
- 静岡ミニ情報（SDT）
- いい伊豆みつけた（伊豆急ケーブルネットワーク） - レポーター

- また、その他に静岡県東部地区をエリアとするケーブルテレビでレギュラー番組を担当していた。

## ラジオ
- 静岡県の県政情報を伝える番組として『サンデーインフォメーションしずおか』を担当していた。同番組は、静岡県のコミュニティFM局（浜松エフエム放送、富士コミュニティエフエム放送、エフエムしみず、エフエムぬまづ、シティエフエム静岡、エフエムみしま・かんなみ、エフエム熱海湯河原、エフエム伊東）全8局をネットする番組で日曜10:00-10:15に放送されていた。
- Radio East（SBS）※2011年7月2日から2012年3月31日まで担当。 2015年3月28日から2015年９月まで担当。
- 先述のとおり、エフエムみしま・かんなみでパーソナリティを務めている。 「ukiukiワイドももいろクラブ」水・木 「ラップの言いたい放題」を担当
- FM ISの番組「nap」木曜日を2013年7月より担当。
- FMいずのくに「モーニングタイム８７７」を2022年４月より担当。